# Хефнер, Август
Август Хефнер (нем. August Häfner; 31 января 1912, Меллинген, Швейцария — 20 июня 1999, Ильсхофен, Германия) — оберштурмфюрер СС, командир части зондеркоманды 4a, осуществлявшей расстрелы в Бабьем Яру.

## Биография
Август Хефнер родился 31 января 1912 года в семье бондаря в Швейцарии. Его отец принимал участие в Первой мировой войне, а дядя Роберт погиб в 1914 году. В Швебиш-Халле ходил в народную школу и реальное училище, получив в 1927 году аттестат о среднем общем образовании. С 1927 по 1929 год обучался у своего отца пивоваренному делу. 1 января 1932 года вступил в НСДАП (билет № 869199), а с 1 марта по 16 ноября 1932 года состоял в Штурмовых отрядах (СА). С 1 августа 1932 года по 27 марта 1932 года был членом Гитлерюгенда был награждён золотым знаком. 4 марта 1933 года был зачислен в ряды СС (№ 105693). До конца июля 1937 года состоял в штандарте СС «Германия» сначала в Эльвангене, а потом Мюнхене. Хефнер в составе пограничного патруля СС служил в комиссариате пограничной полиции в Киферсфельдене. 1 ноября 1937 года стал руководителем инспекции в школе пограничной полиции в Прече. 1 августа 1940 года был послан в Берлин на курсы для повышения квалификации полицейских служащих. Впоследствии посещал курсы обучения для сотрудников полиции безопасности, но не успел их закончить. 
В июне 1941 года присоединился к зондеркоманде 4a в составе айнзацгруппы C и после вторжения в СССР был отправлен на Восточный фронт. В Белой Церкви он организовал массовое убийство детей, а в Василькове он в качестве командира части зондеркоманды руководил расстрелом 200 евреев и 60 душевнобольных. В Житомире он присутствовал на эксперименте по последствию использования взрывчатки на советских военнопленных. Кроме того, Хефнер участвовал в массовом убийстве в Бабьем Яру, когда 29 и 30 сентября в урочище под Киевом был расстрелян 33 771 еврей.
С конца декабря 1942 года служил в отделении гестапо в Инсбруке, а в апреле 1943 года был переведён в отделение гестапо в Брегенце. Летом 1943 года был отправлен в зондеркоманду 11b, входившую в айнзацгруппу D. В составе 11-го полицейского полка участвовал в борьбе с партизанами. В декабре 1943 года был отправлен в Грецию, где возглавил отделение полиции безопасности и СД в Патрасе. В конце 1944 года поступил на службу в ведомство  полиции безопасности и СД в Вене. 

### После войны
В мае 1945 года был арестован американцами и до августа 1948 года был интернирован. На Нюрнбергском процессе по делу об айнзацгруппах выступал в качестве свидетеля защиты. После освобождения из плена работал на предприятии по производству бочек для вин и спиртных напитков в Швебиш-Халле, а в 1954 году возглавил предприятие. 25 мая 1965 года был арестован и впоследствии предстал перед земельным судом в Дармштадте вместе с другими сотрудниками зондеркоманды 4a. 29 ноября 1968 года был приговорён к 9 годам тюремного заключения. После апелляционной процедуры 12 декабря 1973 года земельный суд Дармштадта установил приговор сроком в 8 лет заключения. 25 февраля 1976 года был освобождён из тюрьмы в Констанце. Хефнер умер в июне 1999 года в возрасте 87 лет от последствий болезни Паркинсона.